# 小行星9872
小行星9872（英語：9872 Solf）是一颗围绕太阳公转的小行星。1992年2月27日，天文学家佛蒙特·伯根在陶腾堡发现了此天体。
这颗小行星的绝对星等为229.00809等。